# Kabinett Nujoma II
Das Kabinett Nujoma II bezeichnet die Regierung Namibias unter Staatspräsident Samuel Nujoma, die am 21. März 1995 gebildet wurde und bis zum 21. März 2000 die Regierung bildete. Das Kabinett Nujoma II wurde 2000 vom Kabinett Nujoma III abgelöst. Die Regierung bestand aus Mitgliedern der regierenden SWAPO-Partei, die in der Präsidentschaftswahl 1994 eine Drei-Viertel-Mehrheit in der Nationalversammlung stellte.
Das Kabinett bestand aus dem Präsidenten, dem Premierminister, dem Stellvertretenden Premierminister und den durch den Präsidenten ernannten Ministern. Der Premierminister ist der Regierungschef und erster Berater des Präsidenten und koordiniert alle Regierungsbehörden, Ministerien und andere staatliche Behörden.

## Kabinett
| Kabinett Nujoma II 21. März 1995 bis 21. März 2000 | Kabinett Nujoma II 21. März 1995 bis 21. März 2000                                         |
| -------------------------------------------------- | ------------------------------------------------------------------------------------------ |
| Staatspräsident                                    | Samuel Nujoma                                                                              |
| Minister für Präsidentschaftsangelegenheiten       | erst 2005 eingerichtet                                                                     |
| Premierminister                                    | Hage Geingob                                                                               |
| Vizepremierminister                                | Hendrik Witbooi (der Jüngere)                                                              |
| Arbeit und Arbeitskräfteentwicklung                | Moses ǁGaroëb (1995–1997) John Shaetonhodi1 (1997–1999) Andimba Toivo ya Toivo (1999–2000) |
| Äußeres                                            | Theo-Ben Gurirab                                                                           |
| Bergbau und Energie                                | Andimba Toivo ya Toivo (1995–1999) Jesaya Nyamu (1999–2000)                                |
| Bildung                                            | John Mutorwa (Grundbildung und Kultur) Nahas Angula (Höhere Bildung und Berufsbildung)     |
| Finanzen                                           | Helmut Angula (1995–1996) Nangolo Mbumba (1996–2000)                                       |
| Fischerei                                          | Hifikepunye Pohamba (1995–1997) Abraham Iyambo (1997–2000)                                 |
| Gefängnisse und Justizvollzug                      | Marco Hausiku                                                                              |
| Gesundheit und Sozialdienste                       | Nickey Iyambo (1995–1996) Libertina Amathila (1996–2000)                                   |
| Geschlechtergleichberechtigung und Kinderwohlfahrt | erst 2000 eingerichtet                                                                     |
| Handel und Industrie                               | Hidipo Hamutenya                                                                           |
| Information und Rundfunkwesen                      | Ben Amathila                                                                               |
| Inneres                                            | Samuel Nujoma (1995) Jerry Ekandjo (1995–2000)                                             |
| Jugend und Sport                                   | Pendukeni Iivula-Ithana (1995–1996) Richard Kapelwa Kabajani (1996–2000)                   |
| Justiz                                             | Ngarikutuke Tjiriange                                                                      |
| Ländereien, Umsiedlung und Rehabilitation          | Richard Kapelwa Kabajani (1995–1996) Pendukeni Iivula-Ithana (1996–2000)                   |
| Landwirtschaft, Wasser und Forstwirtschaft         | Nangolo Mbumba (1995–1996) Helmut Angula (1996–2000)                                       |
| Öffentliche Arbeit und Verkehr                     | Oskar Plichta                                                                              |
| Regionale und Lokale Verwaltung und Behausung      | Libertina Amathila (1995–1996) Nickey Iyambo (1996–2000)                                   |
| Sicherheit                                         | Peter Tsheehama                                                                            |
| Umwelt und Tourismus                               | Gert Hanekom (1995–1997) Philemon Malima (1997–2000)                                       |
| Verteidigung                                       | Philemon Malima (1995–1997) Erkki Nghimtina (1997–2000)                                    |
| Minister ohne Geschäftsbereich                     | Hifikepunye Pohamba (1997–2000)                                                            |

1 Acting Minister (amtierender Minister)

Quelle: u. a. Chronology of Namibian History - The first ten years 1990-2000, Vizeminister Klaus Dierks, 2. Januar 2005